# Builaique
Builaique (Builai) ist ein osttimoresischer Suco im Verwaltungsamt Baucau (Gemeinde Baucau).

## Geographie
Am 1. Oktober 2023 wurde Builaique als eigenständiger Suco vom Suco Buibau, abgetrennt. Builaique liegt im Zentrum des Verwaltungsamtes Baucau. Im Osten grenzt es an den Suco Buibau, im Südosten an den Suco Samalari, im Süden an den Suco Uailili und im Westen und Norden an den Suco Tirilolo. Im Norden gehören Teile der Neustadt der Gemeindehauptstadt Baucaus zu Builaique. Vororte reihen sich an der Straße auf, die nach Südwesten durch den Suco nach Viqueque führt. Im Suco befinden sich die vier Aldeias Alala, Builai, Manulai und Samalaculiba (Samalakuliba).
Zu den Orten an der Straße gehören Builai, Cailara und Samalaculiba. Etwas abseits befinden sich Uaimoribere und Alala. Im Suco gibt es zwei Grundschulen, eine Kapelle und eine Sendeantenne der Timor Telecom.

## Einwohner
2015 lebten in den heute zu Builaique gehörenden Aldeias 3.598 Einwohner,

## Politik
Bei den 2023 wurden zum Chefe de Aldeias gewählt: Deolindo da Costa M. Belo (Alala), Armindo Sequeira Ornai (Builai), Salvador da Costa (Manulai) und Americo Marques (Samalaculiba).